# Душко Вујошевић
Душко Вујошевић (Титоград, 3. март 1959), српски је кошаркашки тренер, један од најуспешнијих тренера у историји КК Партизан. Такође је и бивши председник ЈСД Партизан. Тренутно је стручни консултант у Студентском центру.

## Биографија
Душко Вујошевић је рођен у Титограду (данас Подгорица). Његова породица потиче из племена Куча. Душко је имао пет година када се породица преселила у Београд.

## Тренерска каријера

### Клубови
Вујошевић је тренерским послом почео да се бави 1976. До 1982. године радио је са млађим категоријама у Партизану. Следећу сезону је провео у ОКК Београду, где је водио јуниорску екипу која је освојила Првенство Југославије. Те године радио је и са првим тимом ОКК Београда.
После одслужења војног рока, годину дана је радио у Младости из Земуна, а пред сезону 1985/86 вратио се у Партизан, где је постао помоћни тренер првог тима. После смене првог тренера, током сезоне 1986/87, у 27. години живота, постао је први тренер Партизана и исте сезоне освојио титулу првака Југославије. У сезони 1987/88 Вујошевић је предводио Партизан до фајнал-фора Купа европских шампиона у Гану, на ком је Партизан освојио треће место. Вујошевић је водио Партизан и у следећој сезони, 1988/89, када је освојио Куп Радивоја Кораћа и Куп Југославије.
У сезони 1989/90 Вујошевић је био је први тренер шпанске Уелве из Гранаде, да би се после тога вратио у Партизан, који је водио у сезони 1990/91 и стигао до финала плеј-офа, у ком је поражен од екипе ПОП 84. Следеће сезоне био је тренер КК Црвена звезда. Од 1992. до 1998. радио је у Италији, где је водио екипе Бреше, Пистоје и Скаволинија.
По повратку из Италије, Вујошевић је у сезони 1998/99 био стручни консултант стручног штаба подгоричке Будућности, а од 1999. до 2001. две сезоне је водио београдски Раднички.
Од повратка у Партизан, 2001, освојио је десет титула првака државе (2002, 2003, 2004, 2005, 2006, 2007, 2008, 2009, 2010 и 2013), четири Купа (2002, 2008, 2009 и 2010) и четири последње титуле првака НЛБ лиге (2007, 2008, 2009 и 2010), чиме је постао најтрофејнији тренер у историји клуба. Такође се са клубом 2010. године пласирао у полуфинале Евролиге.
Вујошевић је у јуну 2010. постао тренер ЦСКА из Москве. Са овим клубом је успео да постане први тренер који је успео да победи неки НБА клуб на америчком тлу. Ипак, након тога ЦСКА је изгубио највише утакмица у Евролиги од када је ово такмичење под окриљем УЛЕБ-а. Због тога је добио отказ после 5 месеци у клубу.
У јуну 2012. године поново је постао тренер Партизана. Са црно-белима је остао до септембра 2015. када је доласком нове управе одлучено да му се не понуди нови уговор. Јануара 2016. налази нови ангажман у француском Лиможу.

### Репрезентација
Као тренер јуниорске репрезентације Југославије освојио је Првенство Европе у Врбасу 1988. године и четврто место на Светском јуниорском првенству 1991. Душко Вујошевић је тренер који је познат по изванредном раду са младим играчима.
У пролеће 2003. постављен је за селектора сениорске репрезентације Србије и Црне Горе, са којом је на Европском првенству у Шведској освојио шесто место.
Маја 2007. Душко Вујошевић је изабран за селектора репрезентације Црне Горе. Са Црном Гором је успео да се као први у групи пласира на Европско првенство 2011. Крајем 2010. поднео је оставку на место селектора а затим преузео функцију стручног саветника репрезентације Црне Горе.

## Остало
Душко Вујошевић је 4. октобра 2011. изабран за председника ЈСД Партизан, a 27. октобра 2015. му је истекао мандат.
Дана 19. септембра 2017. му је због гангрене, која је била последица дијабетеса, ампутиран домали прст левог стопала.

## Успеси

#### Клупски
- Партизан:
  - ФИБА Куп Радивоја Кораћа (1): 1988/89.
  - Јадранска лига (5): 2006/07, 2007/08, 2008/09, 2009/10, 2012/13.
  - Првенство Југославије (1): 1986/87.
  - Првенство СР Југославије (2): 2001/02, 2002/03.
  - Првенство Србије и Црне Горе (3): 2003/04, 2004/05, 2005/06.
  - Првенство Србије (6): 2006/07, 2007/08, 2008/09, 2009/10, 2012/13, 2013/14.
  - Куп Југославије (1): 1988/89.
  - Куп СР Југославије (1): 2001/02.
  - Куп Радивоја Кораћа (3): 2008, 2009, 2010.
  - Евролига:
    - треће место (1): 1987/88.
    - четврто место (1): 2009/10.
- У Клуж-Напока:
  - Прва лига Румуније (1): 2020/21.
  - Куп Румуније (1): 2020/21.

#### Појединачни
- Тренер године Евролиге (1): 2008/09.

#### Репрезентативни
- Европско првенство до 18 година:  1988.

## Награде
- 2009 - Награда „Александар Гомељски“ за најбољег тренера Евролиге у сезони 2008/09. У овој сезони Вујошевић је као тренер Партизана по други пут за редом увео свој тим у четвртфинале Евролиге. Ово је први пут у историји да је награду „Александар Гомељски“ добио тренер који није освојио Евролигу те сезоне[10]

### Трофеји
- 12 титула првака државе са Партизаном, 1 титула првака државе са Клужом (1987, 2002, 2003, 2004, 2005, 2006, 2007, 2008, 2009, 2010, 2013, 2014, 2021)
- 5 националних купова са Партизаном (1989, 2002, 2008, 2009, 2010), 1 национални куп са Клужом (2020)
- 5 титула првака регионалне АБА лиге са Партизаном (2007, 2008, 2009, 2010, 2013)
- 1 Куп Радивоја Кораћа са Партизаном (1989)
- 1 титула првака Европе са јуниорском репрезентацијом Југославије (1988)